# ジョージ・デヴァルー (第13代ヘレフォード子爵)
第13代ヘレフォード子爵ジョージ・デヴァルー（英語: Edward Devereux, 13th Viscount Hereford、1744年4月25日 – 1804年12月31日）は、イギリスの貴族。

## 生涯
第11代ヘレフォード子爵エドワード・デヴァルーとキャサリン・ミットン（Catherine Mytton、1749年2月22日没、リチャード・ミットンの娘）の息子として、1744年4月25日にナントクリッバで生まれた。
1761年から1763年まで中尉としてイギリス陸軍に従軍した。
1768年12月15日、マリアナ・デヴァルー（Marianna Devereux、1811年没、ジョージ・デヴァルーの娘）と結婚、1男5女をもうけた。
- ヘンリー・フレミング・リー（1777年 – 1843年） - 第14代ヘレフォード子爵
- マリアナ（1847年12月9日没） - 1801年10月14日、第9代準男爵サー・ジェームズ・コックバーン（英語版）と結婚、子供あり
- シャーロット・ヘンリエッタ・マリアナ（1861年5月27日没） - 1809年、ヘンリー・ウェリントン（Henry Wellington、1868年9月20日没）と結婚、子供あり
- ジュリアナ・ストラトフォード・マリアナ（1850年没） - 1820年、ヘンリー・エア（Henry Eyre、1830年8月18日没、ヘンリー・エアの息子）と結婚
- キャサリン・エリーザ・マリアナ（1856年没） - 1806年、ウォルター・ウィルキンス（Walter Wilkins、1831年5月没）と結婚。その後、ウィリアム・リチャード・ストレットン（William Richard Stretton、1868年没）と再婚
- ジョージアナ・マリアナ（1861年1月22日没） - 1809年、シン・ハウ・グウィン（Thynne Howe Gwynne1856年2月26日没）と結婚

1783年8月1日に兄エドワードが死去すると、ヘレフォード子爵の爵位を継承した。
1804年12月31日に死去、息子ヘンリー・フレミング・リーが爵位を継承した。